# Mratišić
Mratišić (em cirílico: Мрастишић) é uma vila da Sérvia localizada no município de Mionica, pertencente ao distrito de Kolubara, na região de Kolubara Podgorina. A sua população era de 306 habitantes segundo o censo de 2011.

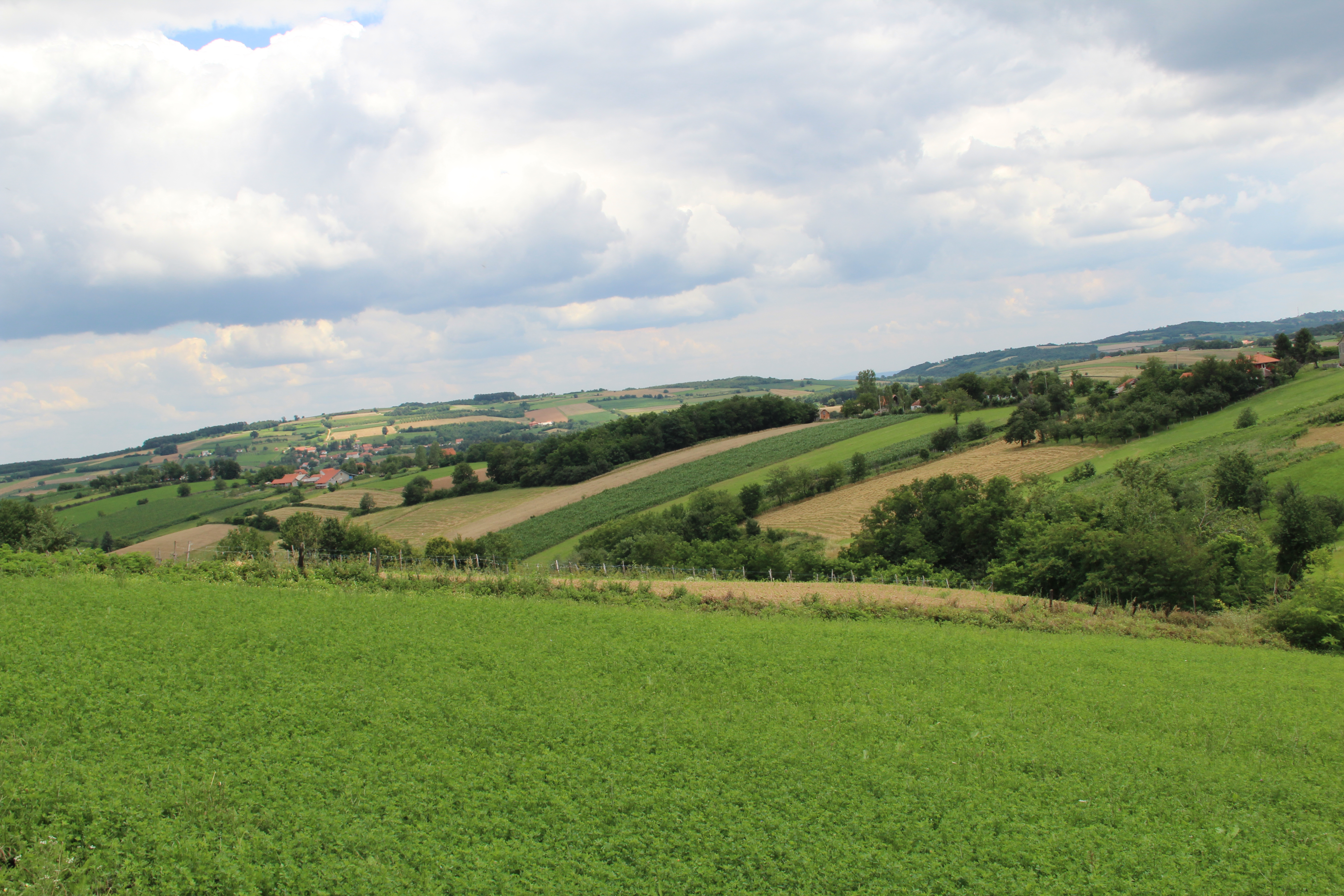
Mratišić - panorama
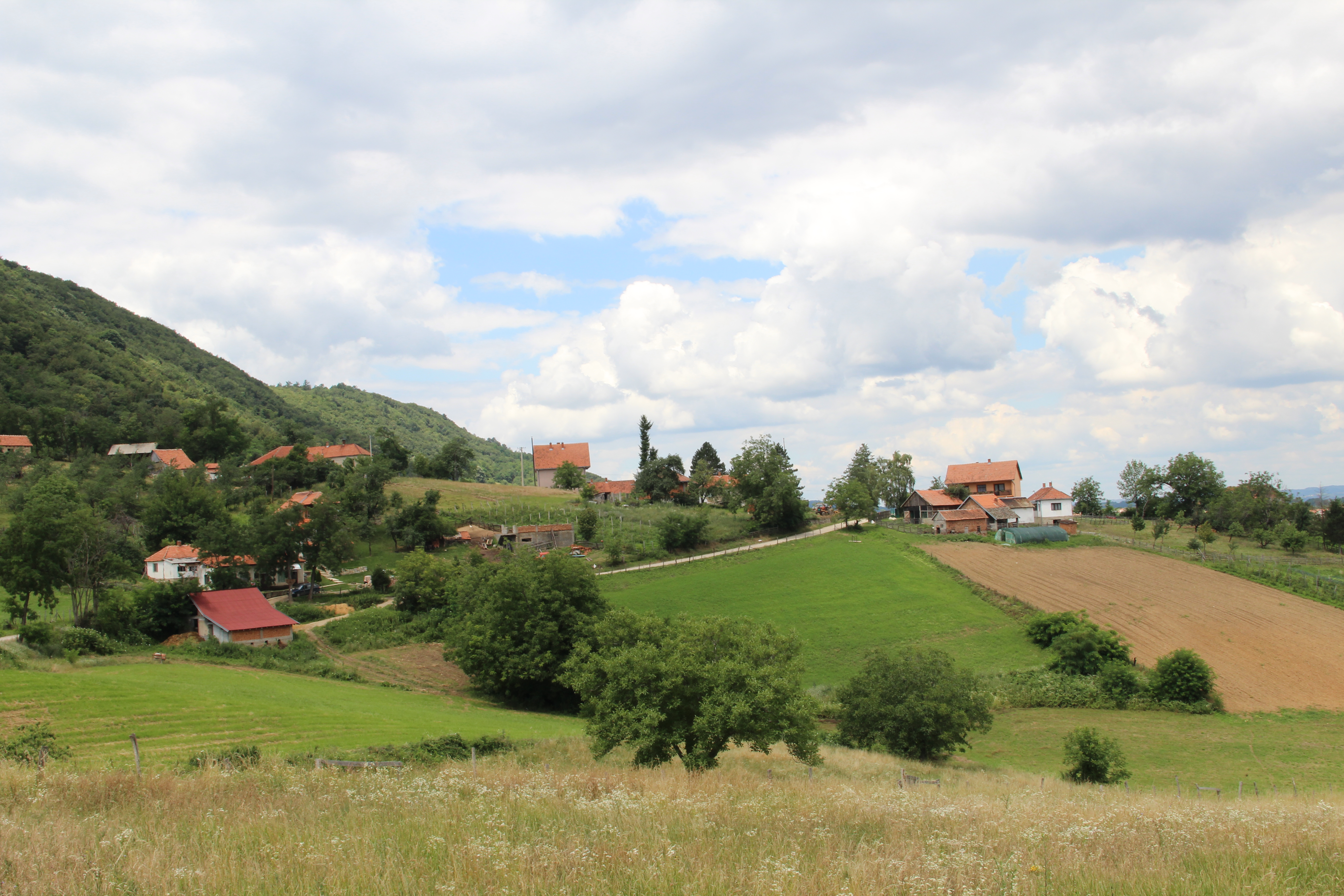
Mratišić - panorama
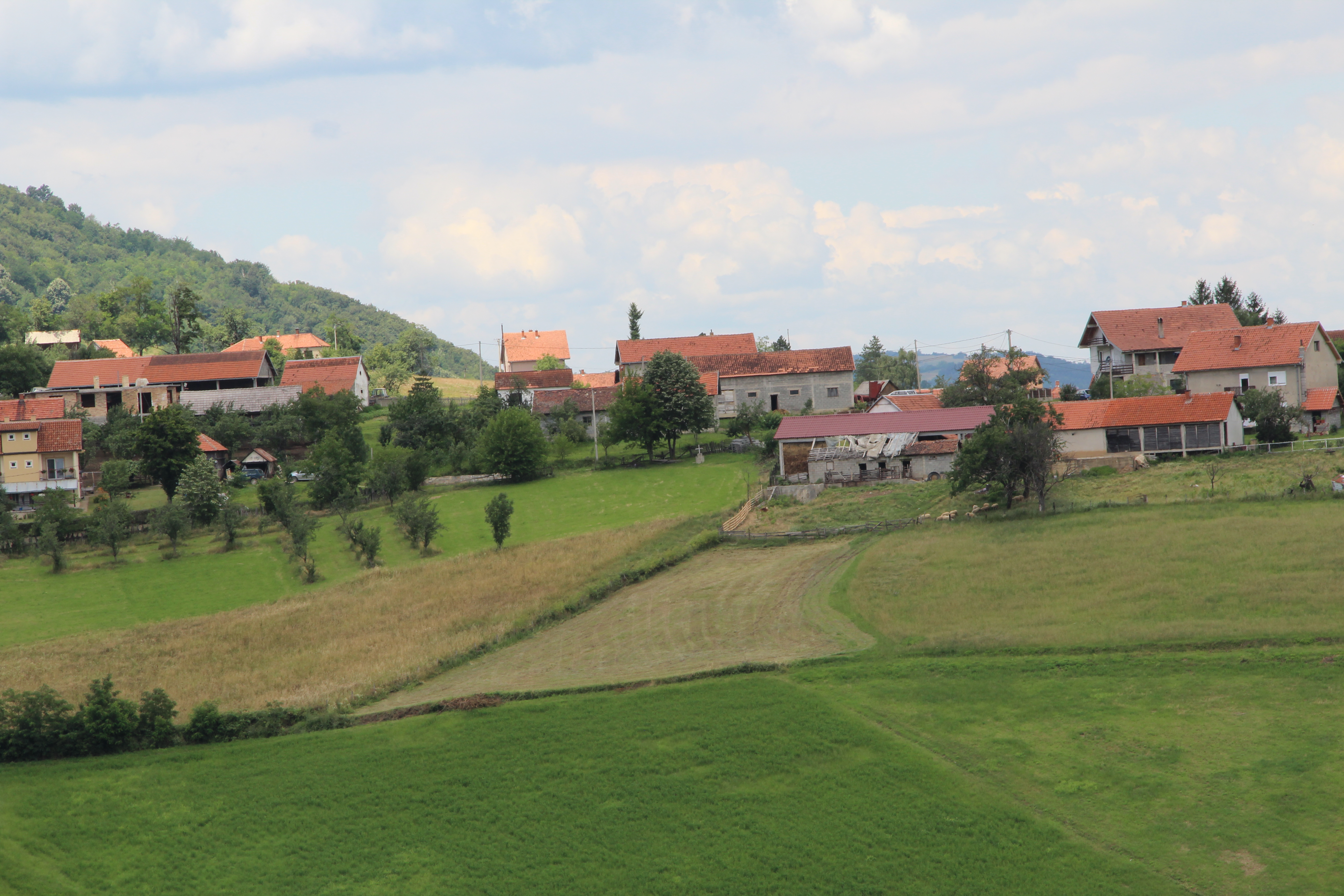
Mratišić - panorama
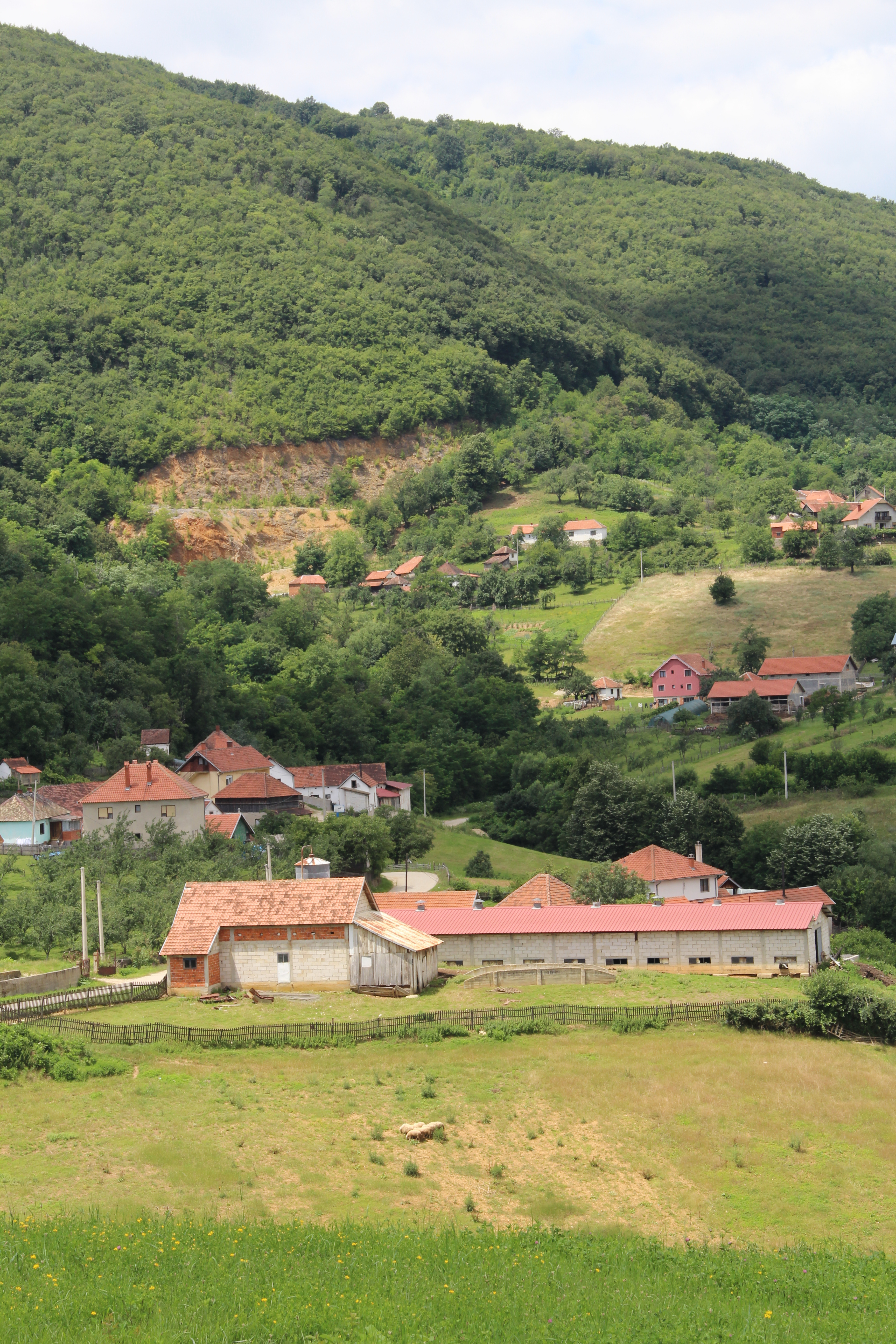
Mratišić - panorama
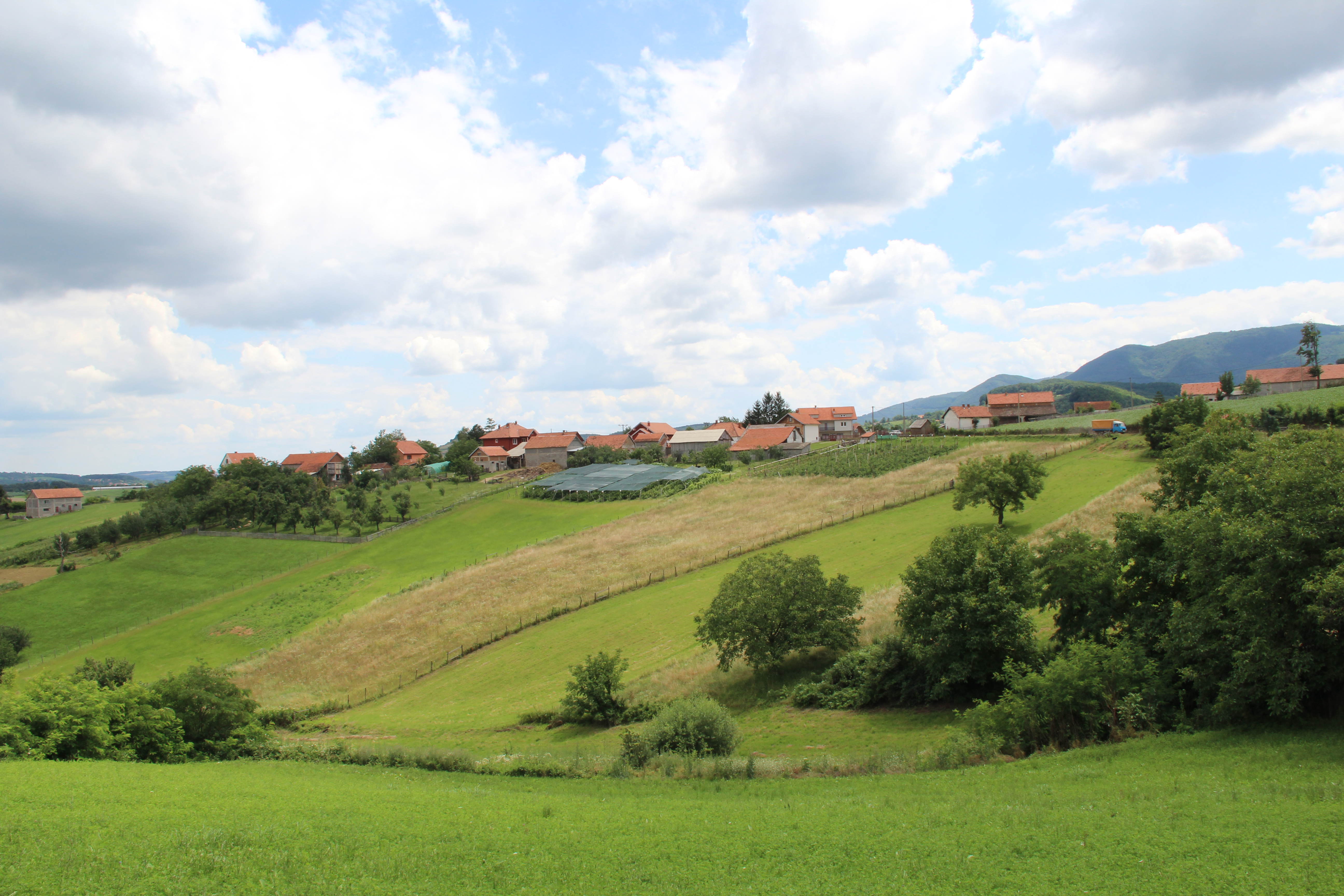
Mratišić - panorama
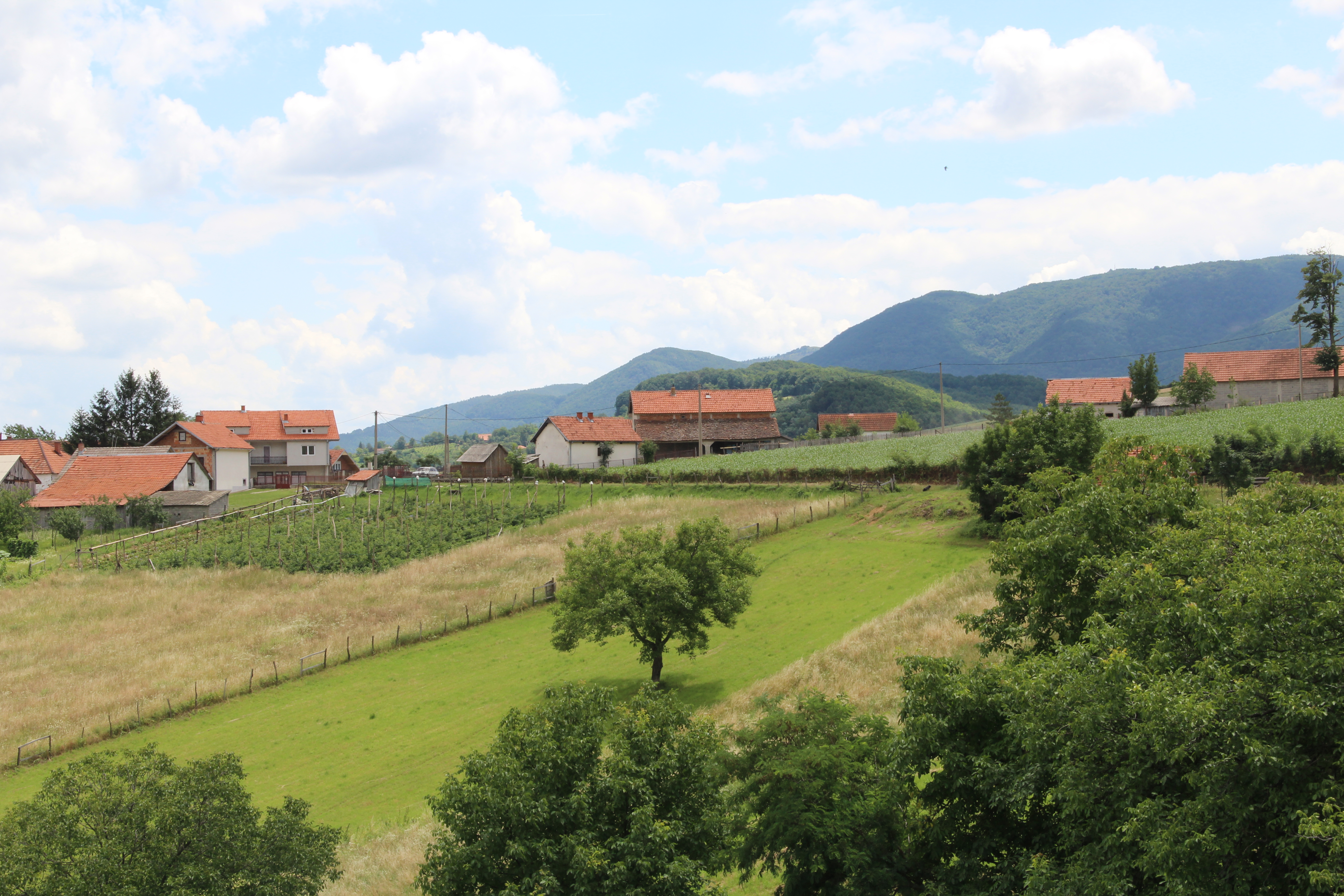
Mratišić - panorama
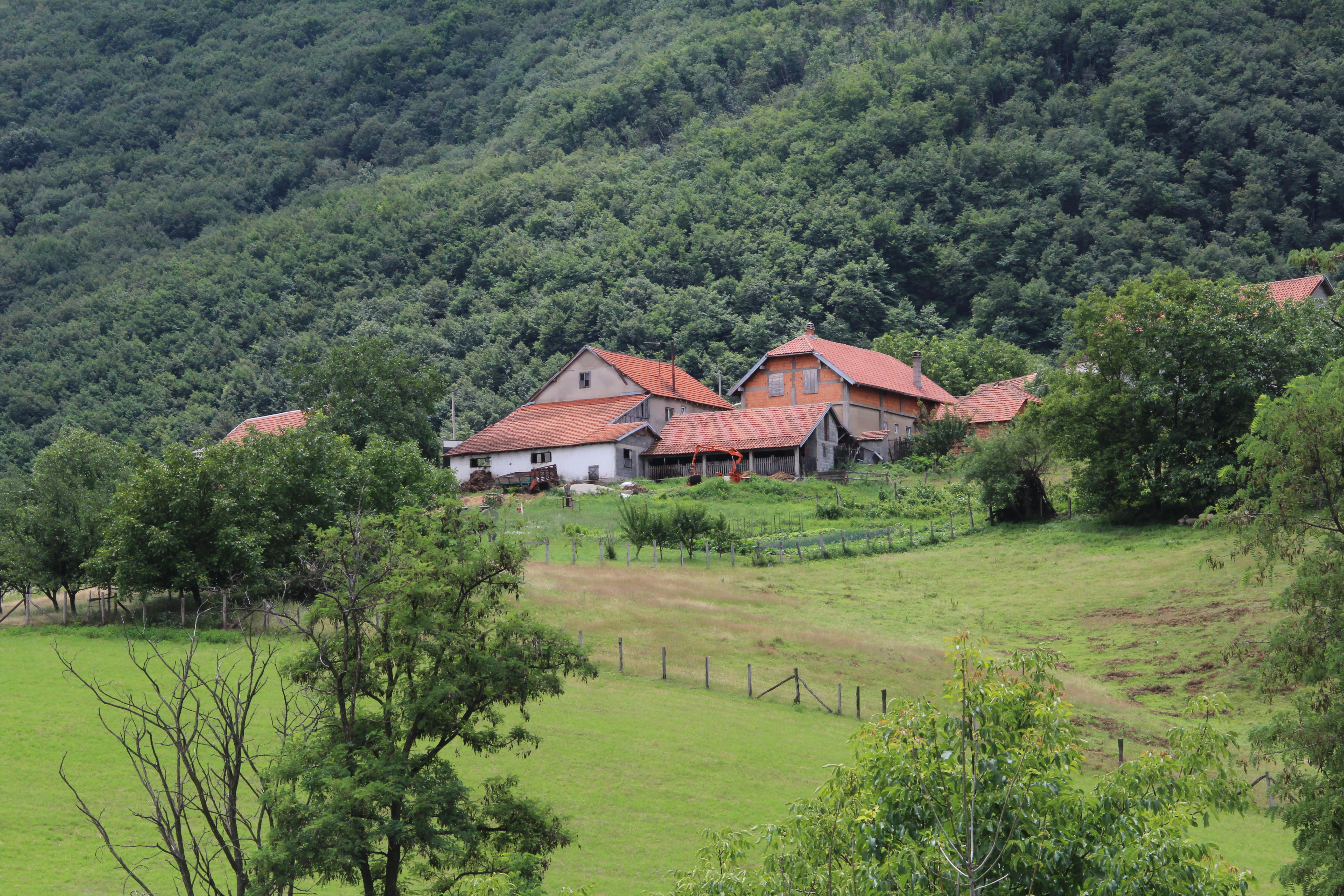
Mratišić - panorama
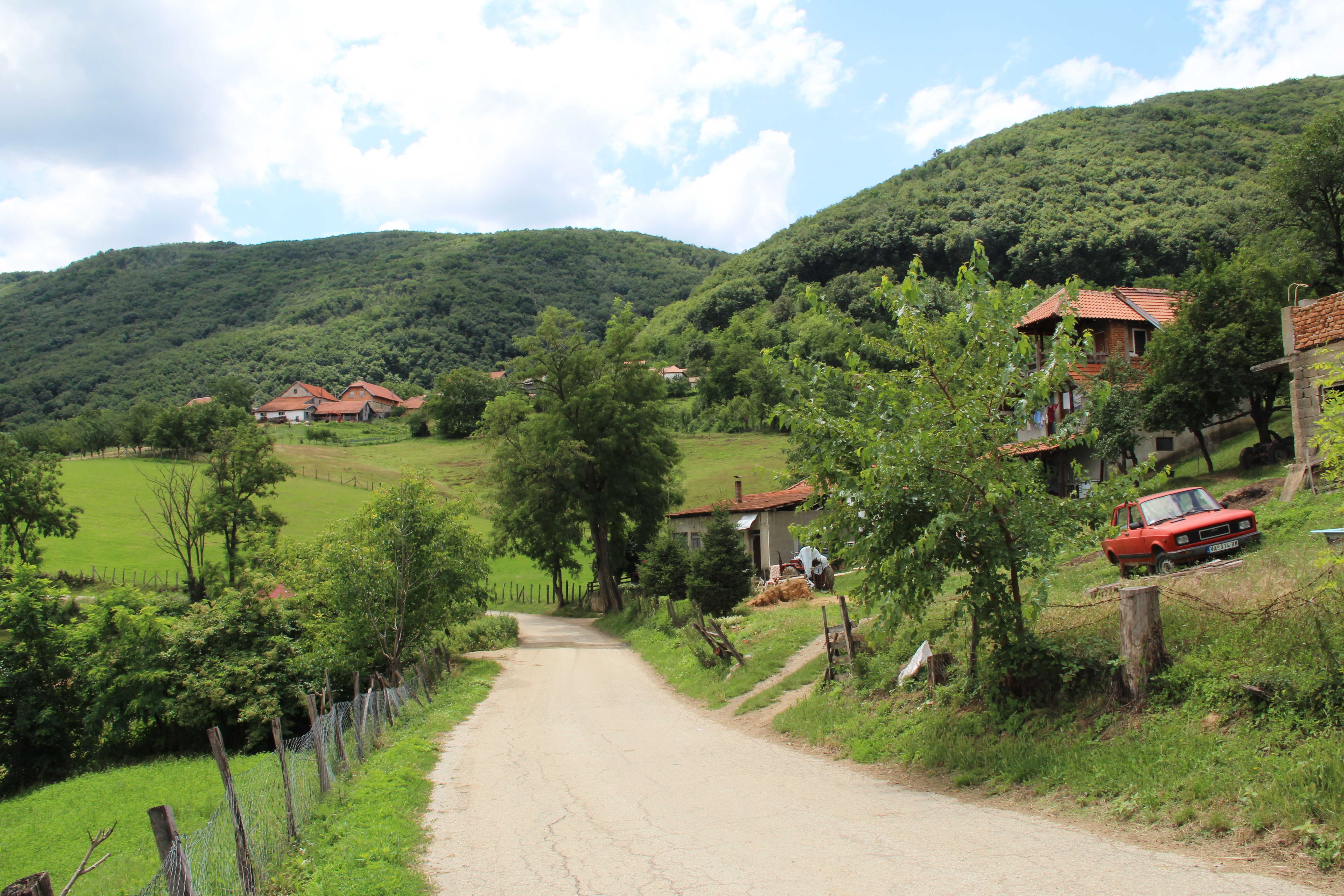
Mratišić - panorama

## Demografia
| 1948 | 1953 | 1961 | 1971 | 1981 | 1991 | 2002 | 2011 |
| ---- | ---- | ---- | ---- | ---- | ---- | ---- | ---- |
| 508  | 520  | 469  | 463  | 447  | 381  | 345  | 306  |